# 201
Cette page concerne l'année 201  du calendrier julien. Pour l'année 201 av. J.-C., voir 201 av. J.-C. Pour le nombre 201, voir 201 (nombre). Pour la voiture, voir Peugeot 201.
Pour les articles homonymes, voir 201 (South Park).
L'année 201 est une année commune qui commence un jeudi.

## Évènements
- Septime Sévère visite probablement la Syrie ou l’Égypte ; il interdit par un édit le prosélytisme aux Juifs et aux Chrétiens[1].
- Avril : Bassianus, 14 ans, reçoit la toge virile et est désigné consul pour l'année suivante, fait sans précédent à son âge[1].
- Novembre : une inondation détruit le palais royal, une grande partie de la ville et l’église chrétienne d’Édesse[2], faisant 2 000 morts dans la ville[3].

## Décès en 201
- Galien, médecin et savant grec.